# Comando Aéreo da RAAF
O Comando Aéreo da RAAF é o comando operacional da Real Força Aérea Australiana (RAAF). É encabeçado pela Comandante Aéreo da Austrália, cuja missão é a de gerir e comandar o comando da RAAF responsável pelos Force Element Groups (FEG), que contêm neles a capacidade operacional da força aérea. O seu quartel-general está localizado na Base aérea de Glenbrook.
O Comando Aéreo da RAAF é composto pelos seguintes FEG:
- Grupo de Mobilidade Aérea[1]
- Grupo de Combate Aéreo[1][2]
- Grupo de Vigilância e Resposta[1]
- Grupo de Apoio de Combate[1]
- Centro de Guerra Aérea[1][3]
- Grupo de Treino da Força Aérea[1]